# 入野中山台
入野中山台（にゅうのなかやまだい）とは、広島県東広島市の町丁。一丁目から五丁目まで設定されており、全域で住居表示実施済である。

## 概要
2010年12月6日に、河内町入野の一部が分離されて設置された。南でわずかに河内臨空団地に接しているものの、ほぼ河内町入野によって囲まれているような形になっている。
町域はグリューネン入野と呼ばれるニュータウンになっており、1991年から整備が開始されている。

## 交通

### 鉄道
町内に鉄道路線は通っていない。最寄り駅はJR山陽本線の入野駅（河内町入野）。

### バス
町内にバス路線は通っていない。河内町入野にある「臨空団地入口」バス停が最寄りである。

## 施設
- サールナート幼稚園
- 東広島市立入野小学校
- グリューネン入野販売センター

## 学区
公立小学校に通学する場合、入野小学校ならびに河内中学校に通学することになる。

## 世帯数・人口
2024年9月末での世帯数・人口は以下の通りである。
- 入野中山台一丁目：25世帯、62人
- 入野中山台二丁目：150世帯、367人
- 入野中山台三丁目：91世帯、288人
- 入野中山台四丁目：107世帯、328人
- 入野中山台五丁目：59世帯、187人